# Viskosimetrie
Viskosimetrie ist die Messung der Viskosität (Zähigkeit) von Flüssigkeiten oder Gasen. Diese wird in einem Messgerät, dem Viskosimeter, bestimmt, indem für eine definierte Menge der Flüssigkeit oder des Gases die Durchflussgeschwindigkeit durch ein festgelegtes Volumen, meist in einer Kapillare, gemessen wird. In der Technik wird oft ein Durchflusssensor eingesetzt.

## Geschichte und Herleitung
Isaac Newton untersuchte zuerst die Viskosität, welche ein Maß für die innere Reibung eines Materials darstellt. Für newtonsche Medien definierte er sie als den Proportionalitätsfaktor, der Schubspannung σ12  und Schergeschwindigkeit.
{\displaystyle F=\eta \cdot A{\frac {dv}{dx}}=\eta \cdot a\cdot {\dot {\gamma }}} 
dv/dx entspricht der Schergeschwindigkeit. Wird nun eine newtonsche Flüssigkeit zwischen zwei Platten der Fläche A mit einer Kraft F geschert, so beginnt sie zu fließen und orthogonal zur Bewegungsrichtung entsteht ein Geschwindigkeitsgradient {\displaystyle {\tfrac {dv}{dx}}}. η wird hier als dynamische Viskosität bezeichnet. Makromoleküle sind aufgrund der Drehbarkeit der Bindungen beweglich und können verschiedene Formen annehmen. Übt man auf ein Knäuel eine Schubspannung aus, so richten sich die Makromoleküle in Richtung der entstehenden Strömung aus und infolgedessen nimmt die Viskosität ab. Die dynamische Viskosität ist von der Temperatur abhängig. So wird in der Regel das Lösungsmittel mit steigender Temperatur thermodynamisch besser; das Knäuel wird größer und somit die Viskosität erhöht. Es ist also sehr wichtig Viskositätsmessungen bei konstanter Temperatur und im gleichen Lösungsmittel durchzuführen.

## Staudinger-Index
Der Staudinger-Index, benannt nach Hermann Staudinger und häufig auch als Grenzviskosität oder intrinsische Viskosität bezeichnet, wird durch Extrapolation der Konzentration c einer verdünnten Lösung auf Null erhalten. Er ist somit definiert über:
{\displaystyle [\eta ]=\lim _{c,G\to 0}{\frac {\eta _{s}}{c}}}
- [η] ist der Grenzwert der reduzierten Viskosität für c=0 und G=0
- G entspricht dem Geschwindigkeitsgefälle
- die spezifische Viskosität ηs ergibt sich aus der Viskosität der Lösung η und der Viskosität des Lösungsmittels ηL als:[3]

{\displaystyle \eta _{s}={\frac {\eta -\eta _{L}}{\eta _{L}}}}
Die Extrapolation auf c=0 kann grafisch ausgeführt werden, indem man {\displaystyle {\tfrac {\eta _{s}}{c}}} gegen ηs aufträgt. Auf diese Weise erhält man häufig einen linearen Zusammenhang. Diese Extrapolationsweise wird Extrapolation nach Schulz-Blaschke genannt. Üblich ist auch eine Auftragung von  {\displaystyle {\tfrac {\eta _{s}}{c}}} gegen c welche Extrapolation nach Huggins heißt.
Auf die Extrapolation von G → 0 kann meist durch die Wahl geeigneter Viskosimeter verzichtet werden, da der Wert von G damit klein und konstant gehalten wird.

## Messung
Die Messung wird mit einem Viskosimeter durchgeführt, von denen es verschiedene Ausführungen gibt. Bei Messung mit einem Kapillarviskosimeter ist die Verwendung eines Ubbelohde-Viskosimeter am wenigsten aufwendig.
Die Grundlage für die Messung der Viskosität liefert das Hagen-Poiseuille'sche Gesetz:
{\displaystyle \eta ={\frac {\pi \cdot t\cdot r^{4}\cdot \Delta p}{8\cdot V\cdot l}}={\frac {\pi r^{4}\cdot g\cdot h}{8\cdot V\cdot l}}\cdot \rho \cdot t}
r ist der Radius und l die Länge der Kapillare. Δp ist die Druckdifferenz zwischen den Kapillarenden und V das Flüssigkeitsvolumen, das während der Zeit t durch die Kapillare strömt.
Alle Parameter können konstant gehalten werden, da die Schwerebeschleunigung g und die Höhe der Kapillare h=l konstant sind und der Dichteunterschied (Dichte = ρ) zwischen Lösungsmittel und verdünnter Lösung vernachlässigt werden kann. Somit ergibt sich eine Proportionalität {\displaystyle \eta \,\alpha \,t} und mit Hilfe von Gleichung der spezifischen Viskosität ergibt sich:
{\displaystyle \eta _{s}={\frac {t-t_{l}}{t_{l}}}}
Die eigentliche Messgrößen sind also die Durchlaufzeiten für ein Polymer-Lösungsmittel-Gemisch.